# ざくろの色
ざくろの色 (アルメニア語: Նռան գույնը; グルジア語: ბროწეულის ფერი, ラテン文字転写: brots'eulis peri; ロシア語: Цвет граната、英：The Color of Pomegranates) は、1969年公開のソビエト映画。
監督、脚本はセルゲイ・パラジャーノフ。この映画は、18世紀のアルメニア人の吟遊詩人、サヤト＝ノヴァの人生を詩的に描いている  。